# 雞鴨戀
《雞鴨戀》（英語：Gigolo and Whore）是1991年5月23日在英屬香港上映的喜劇片，但內容因含有裸露場面而上映時被列為三級片。

## 劇情慨要
阿紅是來自內地往香港的女子，她後來發現舞女的生活是很好的，之後再拜舞男Sam成為「雞王」的故事。

## 人物角色
| 演員   | 角色   | 粵語配音                   | 備註                                                                                              |
| 任達華 | Sam    | 朱子聰（預告片配音：陳欣） | 著名舞男；訓練阿紅成為「雞王」，後和她相戀，最後和她一起到日本，並開了一間餐館                    |
| 劉嘉玲 | 阿紅   | 劉嘉玲                     | 從內地來香港的女人；為了成為「雞王」而拜Sam為師，但和他相戀，並最後和她一起到日本，並開了一間餐館 |
| 方中信 | 李迪臣 | 陳欣                       | 富二代；從女友死後開始把自己關進房間裏，但被阿紅成功改變                                          |
| 梁韻蕊 |        |                            |                                                                                                   |
| 梁啟智 | 李先生 | 馮志輝                     | 李迪臣之父，僱用阿紅來改變李迪臣                                                                  |
| 連偉健 |        |                            |                                                                                                   |

## 外部連結
- 香港影庫上《雞鴨戀》的資料（繁體中文）